# Turlock
Turlock ist eine Stadt im Stanislaus County im US-Bundesstaat Kalifornien mit 72.740 Einwohnern (Stand: 2020).

## Geschichte
Turlock wurde im Jahr 1871 von John William Mitchell, einem Getreide-Farmer, gegründet, als die Central Pacific Railroad gebaut wurde. Sie erhielt ihren Namen nach den jeweils im Winter im Westen Irlands entstehenden Karstseen, den Turloughs.

## Bildung
Die Stadt ist Sitz der California State University, Stanislaus.
Im Rhythmus von zwei Jahren wird ein Schüleraustausch der Turlock High School mit den Beruflichen Schulen des Werra-Meißner-Kreises in Witzenhausen veranstaltet.

## Söhne und Töchter der Stadt
- H. Richard Crane (1907–2007), Experimentalphysiker
- Richard L. Bare (1913–2015), Drehbuchautor, Regisseur und TV-Producer
- Cal Niday (1914–1988), Autorennfahrer
- Tony Carey (* 1953), Musiker
- Brad Lesley (1958–2013), Baseballspieler
- Dot Jones (* 1964), Sportlerin und Schauspielerin
- Alison Cox (* 1979), Ruderin
- Erika Ervin (* 1979), Schauspielerin, Model und Fitnesstrainerin
- Josh Harder (* 1986), Politiker
- Colin Kaepernick (* 1987), Footballspieler
- Talitha Bateman (* 2001), Schauspielerin und Model
- Hayden Sargis (* 2002), Fußballspieler
- Gabriel Bateman (* 2005), Schauspieler